# ردلایتن
ردلایتن (به آلمانی: Redleiten) یک منطقهٔ مسکونی در اتریش است که در ناحیه وکلابروک واقع شده‌است. ردلایتن ۱۴ کیلومتر مربع مساحت دارد ۵۵۵ متر بالاتر از سطح دریا واقع شده‌است.